# Castelul din Carpați
Pentru alte sensuri ale numelui, a se vedea Carpați (dezambiguizare) 

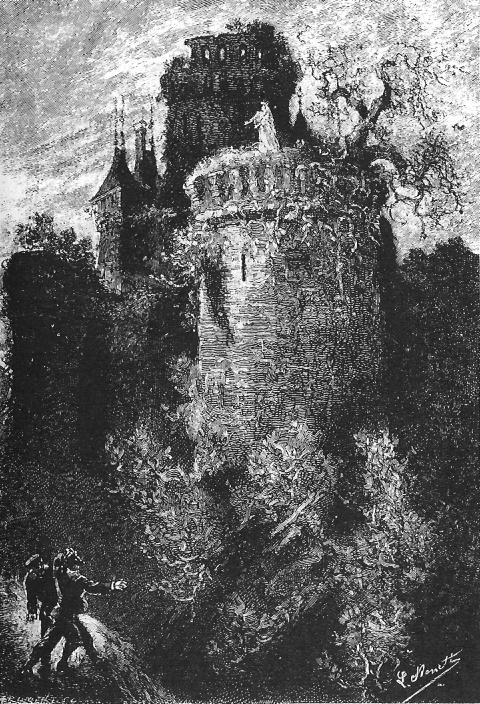
La Stilla, prizonieră în Castelul din Carpați.

Castelul din Carpați (în franceză Le Château des Carpathes) este un roman de anticipație publicat de Jules Verne în 1892, dar a cărui scriere fusese finalizată în 1889. El a fost publicat pentru prima dată în formă de foileton în Magasin d’éducation et de récréation în perioada 1 ianuarie - 15 decembrie 1892 și integral la sfârșitul anului 1892 de Editura Hetzel.
Acțiunea romanului se petrece în majoritate în Munții Carpați din Transilvania.

## Rezumat
În satul Werst (în traducerea română Verești) din Transilvania, ciobanul Frik remarcă într-o zi că din vechea cetățuie în ruine a baronului Rodolphe de Gortz, aflată pe un pisc deasupra trecătorii Vulcan, iese un fir de fum. Cetățuia era abandonată de zeci de ani, iar localnicii credeau că acolo erau fantome care veniseră să o ocupe. Tânărul pădurar Nic Deck, însoțit de doctorul Patak, decid să meargă la castel, dar sunt victimele unor întâmplări stranii. În acel moment sosesc în sat tânărul conte Franz de Télek și ordonanța sa, Rotzko. Contele află acele întâmplări, în fantasticul cărora nu crede, dar devine brusc interesat când află numele proprietarului său.
Naratorul revine cu cinci ani înainte pentru a povesti niște evenimente petrecute anterior în Italia. La Stilla este o mare cântăreață italiană de operă, aclamată de public și elogiată de critică. Unul dintre cei mai mari admiratori ai săi este baronul de Gortz, nelipsit de la spectacolele sale, un personaj enigmatic cu mijloace bănești suficiente pentru a putea să o urmeze pe cântăreață prin lumea întreagă, unica sa pasiune. Boierul nu s-a apropiat niciodată de artistă, nu i-a scris niciodată, nu a încercat să o vadă niciodată în afara scenei, dar vocea sa a ajuns să fie o necesitate a existenței sale. Îl însoțește doar nu mai puțin enigmaticul Orfanik, un inventator neînțeles care trăiește pe banii stăpânului său. 
La un spectacol de pe scena Teatrului San Carlo din Napoli, tânărul și aventurierul conte de Telek, originar din Craiova (Valachie : Țara Românească), se îndrăgostește obsesional de Stilla și o cere în căsătorie. Ea acceptă pentru a scăpa de misteriosul admirator care o urmărește peste tot. Începe astfel să se extindă zvonul că diva se va retrage de pe scenă la sfârșitul stagiunii, deși era la apogeu, urmând să se mute în Valahia cu viitorul său soț. 
Vestea provoacă gelozie și ură la adresa contelui de Télek, care primește amenințări cărora nu le dă importanță. Totuși, baronul suferă o criză profundă și încearcă să se sinucidă. Deprimat, ia parte la ultima reprezentație a operei Orlando, în care Stilla interpretează rolul Angelicăi.
În ultima scenă, în care eroina moare, Stilla îi încântă pe spectatori cu aria: „Innamorata, mio cuore tremante,/Voglio morire”... Tot atunci, dând la o parte perdeaua de la lojă, baronul de Gortz își arată fața și ochii săi strălucitori pe o față înspăimântător de palidă și îi inspiră Stillei o teamă care o paralizează. Ea își duce mâna la gură, care se umple de sânge, apoi se clatină și cade... I-a plesnit o arteră la inimă și a murit.
Telek aproape că-și pierde judecata și nu poate asista la înmormântarea iubitei sale în cimitirul Campo Santo Nuovo din Napoli. După ce se reculege la mormântul Stillei, baronul Rodolphe de Gortz părăsește orașul italian, trimițându-i o scrisoare lui Franz de Telek în care îl învinovățește pe acesta de uciderea cântăreței și îl blesteamă. 
Telek își revine și după cinci ani este convins de Rotzko să facă o călătorie prin Europa, urmând să viziteze mai întâi provinciile transilvane. Datorită indiscreției jupânului Koltz și a fiicei sale, Miriota, află istoria castelului și a stăpânului acestuia. Contele Franz de Telek se apropie de castel însoțit de Rotzko și acolo îi apare imaginea Stillei, îmbrăcată în costumul Angelicăi, cântând aria din Orlando. În același timp, ordonanța sa fusese trimisă la Alba Iulia pentru a aduce de acolo agenți de poliție care să intre în castel. Surprins de vedenie, sigur că logodnica sa era în viață, crezând că aceasta fusese răpită de baron, Franz intră în castel în aceeași noapte pe poarta deschisă, care se închide însă imediat în urma lui. 

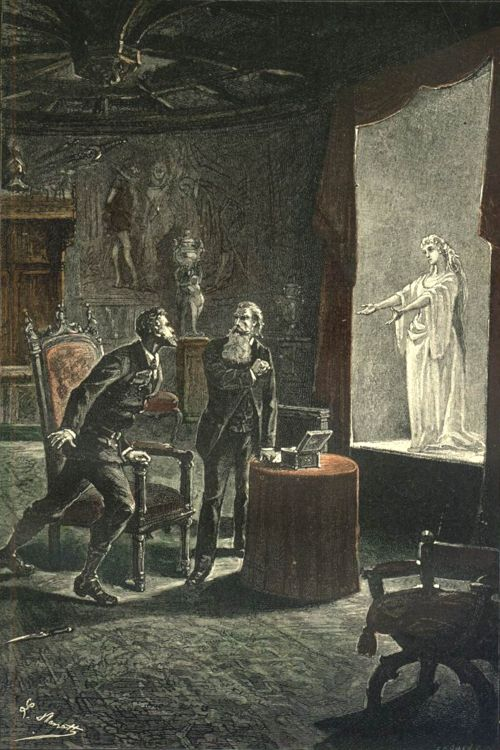
Contele Telek îl întrerupe pe baronul de Gortz, care asculta vocea Stillei.

El străbate dezorientat niște coridoare strâmte și se trezește închis într-o criptă de sub capelă, unde aude din nou vocea Stillei („Andiamo, mio cuore, andiamo!”).
Reușește să forțeze ușa, intrând în capelă, unde erau îngropați strămoșii lui Rodolphe de Gortz; printr-o gaură în zid îi vede pe Orfanik și pe baronul de Gortz, care părea să nu fi îmbătrânit. Ei așază niște cilindri stranii de-a lungul zidurilor și vorbesc de uciderea lui Telek. A doua zi era plănuit atacul agenților asupra cetățuii. Orfanik călătorește la Bistrița, ieșind pe un tunel secret, iar baronul rămâne în castel „pentru a-i auzi încă o dată vocea”.
Convins că Stilla era nebună și se afla în puterea baronului, contele Telek urcă în donjon unde văzuse anterior imaginea Stillei. Aici îl întâlnește pe baron nemișcat, cu o cutie în mâini. Aici o vede pe Stilla și o aude cântând. Dorind să o scoată din castel, el este atacat de baron care înfige un cuțit în inima cântăreței, iar imaginea Stillei se sparge în mii de cioburi. Părăsește sala, lăsându-l pe Franz prăbușit, dar pe terasa de la primul etaj al donjonului o împușcătură de-a lui Rotzko îi sfarâmă cutia. La scurtă vreme, se aude o explozie care transformă castelul în ruine. 
Pătrunși în castel, ordonanța și Nic Deck scot corpul contelui de Telek, care nu murise, dar își pierduse mințile repetând întruna: „innamorata, voglio morire”.
După prinderea lui Orfanik, se descoperă că baronul îi dăduse acestuia porunca să înregistreze vocea Stillei pe cilindri, iar folosind un portret în mărime naturală a artistei și un sistem de oglinzi s-a reușit obținerea unei imagini a cântăreței. Împușcătura trasă asupra baronului a distrus cutia unde erau păstrate înregistrările și de disperare baronul a dorit să se îngroape în castel, declanșând explozia.
În ciuda descoperirii misterului, copiii din zonă continuă să învețe legendele castelului, bântuit de duhuri venite de pe lumea cealaltă.

### Capitolele cărții
Capitolele acestei cărți nu au titlu, ci sunt numerotate de la I la XVIII.